# Чайка Віктор Володимирович
Віктор Володимирович Чайка (*17 січня 1962, Дніпропетровськ, УРСР) — український політик та журналіст. Президент ЗАТ "Видавництво «Київські Відомості». З березня 1998 по квітень 2002 — народний депутат України 3-го скликання.

## Біографія
Закінчив філологічний факультет Дніпропетровського державного університету, на якому навчався у 1979—1984 роках.
З серпня 1984 року до березня 1986 року працював кореспондентом газети «Дніпровська зоря». Надалі до вересня 1987 року був кореспондентом у газеті «Зоря» міста Дніпропетровськ. Тоді ж перейшов на роботу до дніпропетровської газети «Прапор юності», де був спочатку заступником головного редактора, а пізніше — головним редактором. Короткий час у січні 1992 року очолював дніпропетровський журнал «Європа», надалі був головою правління СП «Європа ІКС». З кінця 1992 року до листопада 1993 року виконував обов'язки головного радника Прем'єр-міністра України Леоніда Кучми. Далі до лютого 1995 року працював директором із зовнішньоекономічних питань акціонерного товариства «Інститут економічних реформ» у Києві. З 1995 до травня 1996 року був головою президії-президентом, АТ "Фінансовий холдинг «Л-Холдинг».
У квітні 1996 року став президентом ЗАТ "Видавництво «Київські Відомості», паралельно працюючи шеф-редактором газети «Киевские Ведомости».
Після парламентської каденції працював шеф-редактором сайту scandalissimo.kiev.ua.; тричі був шеф-редактором сайту obozrevatel.com, у створенні якого брав безпосередню участь. 
Одружений з Іриною Анатоліївною (1968 року народження). Має трьох дочок: Ірину (1983 року народження), Олену (1988), Валерію (1992) та сина Нікіту (2004). 

## Політична діяльність
Двічі був членом Всеукраїнського об'єднання «Громада» з грудня 1993 року до січня 1997 року, а потім у 1998—1999 роках. У проміжку був членом Народного руху України. У 1999 році став одним із засновників Політичної партії «Яблуко», головою та співголовою якої був у 1999—2002 роках. У 2003—2005 роках очолював київську міську організацію цієї партії.
Обраний народним депутатом України на виборах до Верховної Ради України 1998 року в багатомандатному окрузі за списком партії «Народний рух України» (№ 34 в списку). Проте з травня 1998 року до вересня 1999 був членом фракції «Громада» та її уповноваженим представником. Надалі вийшов з фракції, був позафракційним депутатом до вересня 2000 року. Після цього вступив до новоствореної депутатської групи «Яблуко».
У парламенті обіймав посаду заступника голови Комітету з питань свободи слова та інформації, у травні 2000 року перейшов до Комітету з питань промислової політики і підприємництва.
На виборах 2002 року балотувався від партії «Яблуко», був першим номером у списку партії. Партія не подолала виборчого бар'єру. У 2002 році також балотувався на посаду мера Києва, отримав 3 % голосів киян, посівши третє місце..